# Доње Преказе
Доње Преказе (алб. Prekaz i Poshtëm) је насеље у општини Србица на Косову и Метохији. Атар насеља се налази на територији катастарске општине Доње Преказе површине 581 ha. У селу је било 30 српских кућа, али су оне све насилно исељене, а живаљ протеран, до почетка 1982. године. У селу је остало само старо српско гробље.

## Демографија
Насеље данас има албанску етничку већину.
Број становника на пописима:
- попис становништва 1948. године: 623
- попис становништва 1953. године: 685
- попис становништва 1961. године: 767
- попис становништва 1971. године: 935
- попис становништва 1981. године: 1.177
- попис становништва 1991. године: 1.348